# 費爾普斯 (密蘇里州)
費爾普斯（英語：Phelps）是位於美國密蘇里州勞倫斯縣的非建制地區。

## 歷史
費爾普斯的郵局於1857年設立，其後於1864年停運。

## 地理
費爾普斯所處的海拔為高於海平面364米（即1194英呎），而該地所採用的時區為UTC-6，即北美中部時區（CST）。同時該地設有夏令時間，為UTC-6調快一小時，即UTC-5（CDT）。